# 李遷
李遷（1511年—1582年），字子升、子安，號蟠峰、盤峰，江西南昌府新建縣人，明朝政治人物。

## 生平
嘉靖十九年（1540年）庚子科江西鄉試第六名舉人，二十年（1541年）辛丑科進士，改庶吉士，授行人司行人，奉使蜀藩，升南京兵部車駕司主事，進員外郎、武選司郎中，出為山東濟南府知府。擢湖廣按察司副使，晉湖廣布政使司右參政，監督明顯陵工程，三十八年九月以顯陵及龍飛等殿工完，受賞銀幣。後升廣西按察使、四川右布政使、湖廣左布政使，四十一年正月升都察院右副都御史、巡撫保定兼提督紫荊等關。四十二年十月，升工部右侍郎兼右僉都御史、總理河道，十一月回部管事。丁父憂，服闋，隆慶三年（1569年）正月，起補南京兵部右侍郎，四年二月，升兵部左侍郎、兼都察院右僉都御史、總督兩廣軍務兼理糧餉，五月裁革廣東巡撫，李遷改任兩廣提督兼巡撫廣東，平定惠、潮山叛亂，五年五月敘廣西古田平寇功，加都察院右都御史，仍兼兵部左侍郎、總督如故，八月召為南京刑部尚書，不久因病辭職歸鄉，萬曆十年（1582年）卒，享年七十二，諡恭介。

## 家族
曾祖李時中；祖父李宣政；父李素馨，母范氏。具慶下。兄李達、李道、李選、李逢。弟李遐、李通、李述、李迪、李暹、李遜、李遇、李遵、李運。子李一鵠、李一鵬、李一鶴。